# Operação Descontrole
Operação Descontrole  é uma operação brasileira deflagrada pela Polícia Federal em 13 de dezembro de 2016, que investiga os crimes de corrupção passiva e lavagem de dinheiro cometidos por Jonas Lopes, presidente do Tribunal de Contas do Rio de Janeiro, conduzido coercitivamente. A operação é resultado de investigação da Operação Lava Jato no Rio de Janeiro.
Em nota, a Procuradoria-Geral da República disse que "O presidente do TCE/RJ e seu filho foram citados em acordo de colaboração premiada por executivos da construtora Carioca Engenharia, como tendo solicitado vantagem indevida para aprovação de obras. Jorge Luiz Mendes Pereira da Silva foi citado também em acordo de colaboração por executivos da Construtora Andrade Gutierrez como sendo a pessoa responsável por receber valores em espécie, na ordem de 1% do valor das obras, a mando de conselheiros do Tribunal ainda não identificados".